# Bottom Dollar
Bottom Dollar är den svenska americanaduon Good Harvests debutskiva som släpptes den 24 januari 2014.

## Låtlista
| Nr           | Titel         | Längd |
| ------------ | ------------- | ----- |
| 1.           | Sugar         | 3:35  |
| 2.           | Exile         | 3:06  |
| 3.           | Bottom Dollar | 4:01  |
| 4.           | Bring My Baby | 4:25  |
| 5.           | Lovikka       | 3:33  |
| Total längd: | Total längd:  | 18:40 |